# Lake Burley Griffin
Lake Burley Griffin je přehradní nádrž v centru australského hlavního města Canberry. Je pojmenována podle amerického architekta Waltera Burleyho Griffina, který roku 1913 podal vítězný návrh na výstavbu nové australské metropole uprostřed řídce obydleného buše. Griffinův plán zahrnoval zřízení umělého jezera jako přírodního prvku dělícího město na dvě poloviny, to však bylo při stavbě Canberry z finančních důvodů odloženo. Teprve v letech 1963 až 1964 byla na řece Molonglo protékající městem postavena sypaná hráz Scrivener Dam, vysoká 33 metrů. Původní projekt ovšem doznal řady změn: Griffin plánoval řadu menších jezer geometrického tvaru propojených jezy, nakonec bylo zvoleno řešení celistvého jezera, protáhlého v západovýchodním směru.

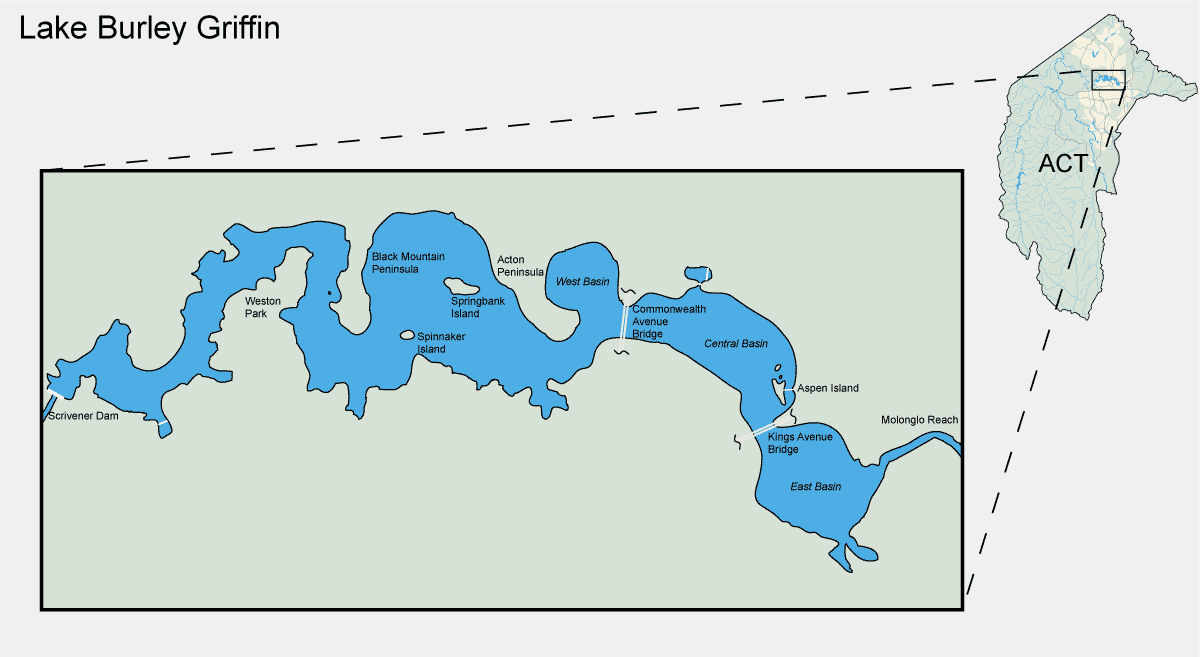
Mapa

Jezero má rozlohu 6,64 km². Prochází tzv. Parlamentním trojúhelníkem, jehož vrcholy tvoří budova parlamentu, ministerstvo obrany a park City Hill. Na březích jezera se nachází také nejvyšší soud, národní knihovna, národní galerie, univerzitní areál a věž se zvonkohrou National Carillon. Z vod jezera se tyčí pomník Jamese Cooka vybudovaný roku 1970: kovový glóbus doplněný fontánou, která stříká do výšky 183 metrů. Břehy jezera tvoří převážně parky, nachází se zde také hora Black Mountain s rozhlednou. Na Lake Burley Griffin je šest ostrovů, největší z nich je Aspen Island. Přes vodní plochu vedou mosty Commonwealth Avenue Bridge a Kings Avenue Bridge. Obyvatelé Canberry provozují na jezeře vodní sporty, rozšířený je také rybolov: typickými druhy jsou hlavačka, Maccullochella peelii a introdukovaný pstruh duhový.